# Уленвайка
Уленва́йка (рос. Уленвайка) — річка в Росії, права притока річки Пичас. Протікає по території Можгинського району Удмуртії.
Річка починається на південний схід від присілку Мельниково Можгинського району на кордоні з Увинським районом. Протікає на південний схід. Впадає до річки Пичас навпроти присілку Старий Карамбай. Річка має декілька дрібних приток. Повністю протікає через лісові масиви.
Довжина річки — 13 км. Висота витоку — 190 м, висота гирла — 129 м.